# Хрвати у Северној Македонији
Етнички Хрвати чине малу мањину у Северној Македонији. Од 2002. године у земљи је живело 2.686 декларисаних Хрвата. Углавном живе у главном граду Скопљу, другом по величини граду Битољу и око Охридског језера.
Хрватски председник Стјепан Месић и његов македонски колега Никола Груевски су 2006. године најавили да ће Хрвати добити статус националне мањине у Македонији.

## Савез Хрвата Македоније
Савез Хрвата у Македонији (хрв. Zajednica Hrvata u Republici Sjevernoj Makedoniji; мкд. Заедница на Хрватите во Македонија) је назив кровне групе која представља етничке Хрвате који живе у Северној Македонији. Унија је основана 1996. Седиште је у Скопљу, са филијалама у Битољу, Штипу и Охриду - Струги. Унија има 1.187 чланова ажурирано: 2008. што је око 45% целокупног хрватског становништва у Републици Македонији, према попису из 2002. године.
Унија је 2005. године заједно са Хрватском матицом исељеника организовала Седмицу Хрвата у Македонији у Загребу у оквиру своје годишње недеље мањина.
| Северна Македонија | 1953         | 1961         | 1971         | 1981         | 1991         |
| ------------------ | ------------ | ------------ | ------------ | ------------ | ------------ |
| Хрвати             | 2.710 (0,2%) | 3.750 (0,3%) | 3.882 (0,2%) | 3.307 (0,2%) | 2.450 (0,1%) |